# Maison-atelier de Louise De Hem
La maison et l'atelier de Louise de Hem sont deux immeubles de style Art nouveau qu'a fait construire au 11 rue des Barnabites (actuellement 15, rue Darwin), à Forest (Bruxelles) à partir de 1904 pour son usage personnel et d'après ses propres plans l'artiste peintre Louise De Hem, et attribué parfois à Ernest Blerot sur base d'une similitude de style avec la maison Van Bellinghen Tomberg réalisée par Blerot en 1900 au n° 41 de la place Morichar (ancienne place de Parme).

## Louise De Hem
La propriétaire et créatrice de ces deux bâtiments était Louise De Hem (Ypres, 1866 – Forest, 1922), peintre portraitiste et paysagiste très en vogue dès 1890. Elle obtint en 1904 une médaille d'or au salon de Paris.   
Louise De Hem entreprit les travaux dès 1904 lorsqu'elle vint s'établir à Bruxelles après la mort de son beau-frère le peintre Théodore Cériez avec qui elle partageait un atelier à Ypres. Elle construisit ensuite l'atelier de peinture sur la parcelle contigüe à sa maison.

## Histoire
À la mort de Louise De Hem, l'artiste peintre Victor de Groux (1895-1973) a occupé les lieux.
Le rez-de-chaussée de la maison a été utilisé dans les années 1980 à 2010 comme centre d'aqua-gym et de soins du corps.

## La maison

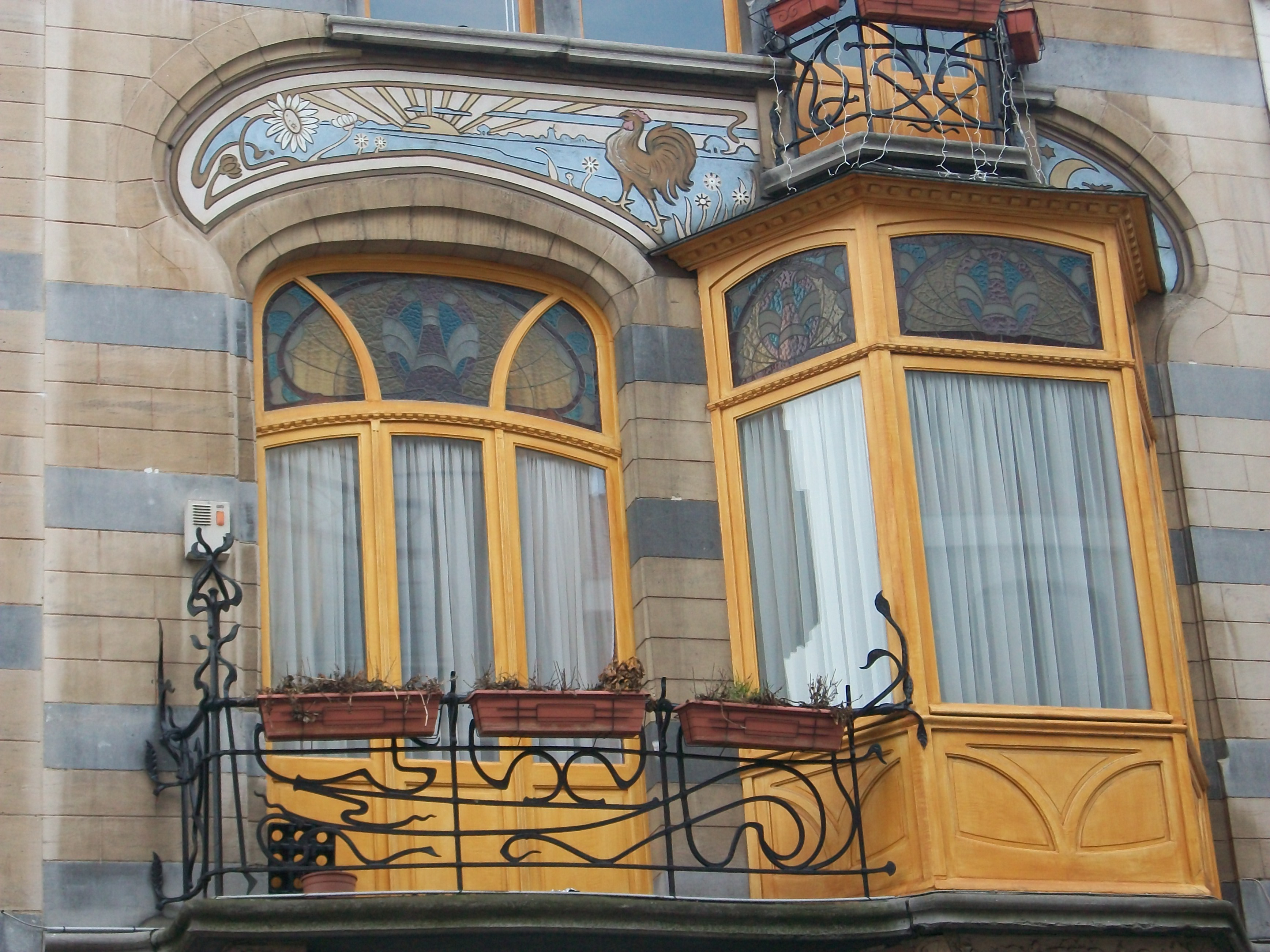
15 rue Darwin.

Située au n° 15 de la rue Darwin à deux pas de l'avenue Brugmann sur la commune de Forest à la limite avec la commune d'Ixelles, la maison se dresse sur trois niveaux.
On remarque d'abord sous la corniche une frise de fleurs parcourant toute la longueur de la façade. Deux grands sgraffites aux formes courbes égaient la façade aux premier et second étages. Le sgraffite du second étage est agrémenté d'un vol d'hirondelles tandis que celui du premier étage représente le jour sous les traits d'un coq et du soleil levant et la nuit sous l'apparence d'un hibou, du croissant de lune et des étoiles. 
Les baies sont différentes aux trois niveaux. Au second étage, elles sont réunies en triplet.
Au premier étage, le bow-window et la porte-fenêtre sont pourvus de verres américains sur leur partie supérieure. Un étonnant petit balcon surmonte le bow-window qui repose sur un culot ouvragé aux motifs végétaux. Une ferronnerie aux dessins complexes et élancés orne les balcons.
Au rez-de-chaussée, la baie vitrée composée de petits-bois aux courbures audacieuses est entièrement entourée de verres américains représentant des fleurs de marais et un oiseau de paradis.
Le jour d'imposte de la porte d'entrée évoque les pétales d'une fleur.

## L'atelier

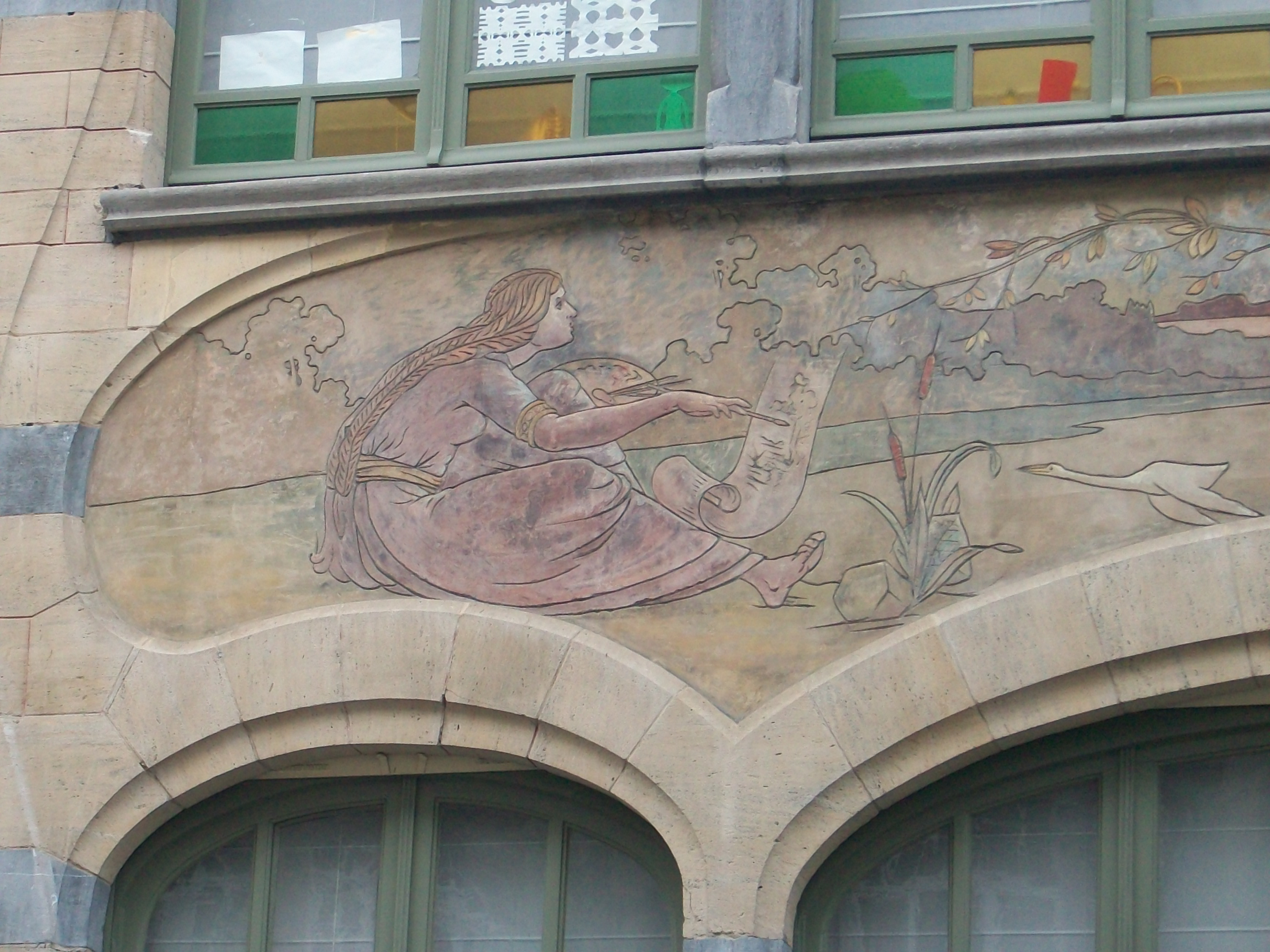
Sgraffite, 17 rue Darwin.

À côté de la maison, l'atelier d'artiste, au n° 17, construit en 1905, n'est constitué que de deux niveaux mais ceux-ci sont plus hauts de plafond.
L'atelier prolonge la maison en conservant le même jeu de bandes de pierres de couleur sable et lilas et en répétant la même frise sous la corniche.
Les baies occupent une surface considérable de la façade (la lumière est importante dans un atelier de peintre) et sont d'un volume identique au premier étage et au rez-de-chaussée. Deux différences sont pourtant visibles : une porte d'entrée au rez-de-chaussée  et des baies latérales asymétriques à l'étage.
Entre ces baies en triplet, un immense sgraffite un peu défraîchi s'étend sur la quasi-totalité de la façade.
Il représente une femme en train de peindre au bord d'un étang, thème cher à Louise de Hem.